# روسالكا

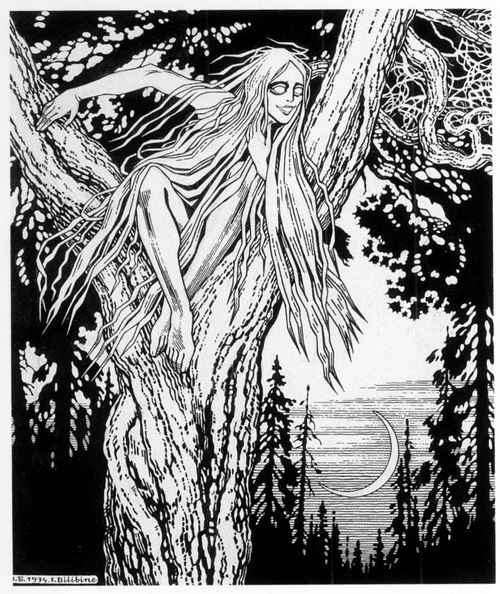

روسالكا (بالروسية: руса́лка، وجمعها руса́лки روسالكي) هي كائنات خرافية من الأرواح الدنيا من فئة حوريات البحر في الأساطير السلافية الشرقية، وهي كائنات شبيهة بالبشر تعيش في الماء، وهي مؤذية في أحيان كثيرة. وفي بحوث الفلكلور باللغة الإنكليزية تستخدم كلمة روسالكا للدلالة على حوريات البحر السلافية، بينما حوريات البحر في أوروبا الغربية فيشار إليها بكلمة حورية البحر وفي اللغة الروسية قد تشمل كلمة روسالكا جميع أنواع حوريات البحر. تختلف الروسالكا السلافية الشرقية عن حوريات البحر الأوربية الغربية بأن الأخيرة لها ذيل سمكة بدل الساقين، أما الروسالكا فتشبه المرأة تمامًا.

## المنشأ
منشأ الروسالكا من فتيات غريقات أو الناس الذين يسبحون في أوقات غير مناسبة أو الناس الذين خطفهم الفوديانوي أو الأطفال غير المعمدين.

## الوصف
الروسالكا في أغلب الأحيان امرأة، مع وجود قصص نادرة عن الروسالكات الرجال، وفي أغلب الأحيان تعيش في الماء، مع أنواع تعيش في الحقول أو على الأشجار. أحيانًا تتخذ دور الروح الواقية فتنقذ الغرقى، وفي أحيان أخرى تجلس في النهر أو البحيرة ليلاً وتغني فتغوي الرجال، فيسبحون نحوها فإما تغرقهم بسحبهم تحت الماء أو تدغدغهم حتى الموت. وفي أسبوع الروسالكي، وهو الأسبوع التالي ليوم العنصرة، تخرجن من الماء وتسرحن في المروج أو تجلسن على الأشجار، ويمكن أن يهاجمن الناس ويسحبنهم إلى الماء أو يقتلنهم بالدغدغة.
شكلهن في أغلب الأحيان على صورة فتيات جميلات حاسرات الرأس ذوات شعر طويل، أو عجائز بشعات عند الشعوب الشمالية.